# One Franklin Square
One Franklin Square est un immeuble de bureaux de Washington, aux États-Unis. Situé sur Franklin Square, cet immeuble de grande hauteur culminant à 64 mètres est l'un des plus élevés de la ville. Il accueille le siège du Washington Post depuis 2015.